# Jun Masuo
Jun Masuo est un acteur japonais né le 5 octobre 1986 à Kanagawa, au Japon. Il mesure 1,64 mètre. Il aime faire du vélo, et a des capacités à la guitare et à la harpe.
Son premier rôle fut celui du jeune Wagamu dans la série télévisée Urutoraman Gaia en 1998. Puis, il a tenu le rôle de Jadeite dans la série live Pretty Guardian Sailor Moon de 2003 à 2005.

## Filmographies

### Films
- 2004 : Pretty Guardian Sailor Moon: Act Special dans le rôle de Jadeite.

### Séries TV
- 2005 : Pretty Guardian Sailor Moon: Act Zero dans le rôle de Hanako.
- 2003/2004 : Pretty Guardian Sailor Moon dans le rôle de Jadeite.
- 1998 : Urutoraman Gaia dans le rôle du jeune Wagamu.

### DVD
- 2004/2005 : Pretty Guardian Sailor Moon - volume 1 à 12.
- 2004 : Pretty Guardian Sailor Moon: Kirari Super Live
- 2004 : Pretty Guardian Sailor Moon: Act Special
- 2004 : Pretty Guardian Sailor Moon: Act Zero